# Limerick
Limerick (irisch Luimneach; [ɫɪmʲ(ə)ˈnʲax]) ist die Hauptstadt des gleichnamigen Countys in der Provinz Munster im Südwesten der Republik Irland. Die Stadt hat 62.702 Einwohner, mit Vororten sind es 102.287. Sie ist historisches Zentrum der Region und in einigen Bereichen Zentrum für den Westen Irlands.
Der größte Fluss Irlands, der Shannon, durchfließt die Stadt und mündet hinter Limerick als Shannon Estuary in den Atlantik.

## Namensbedeutung
Die Bedeutung des Namens Limerick (irisch Luimneach) ist in der Literatur stark umstritten: Während P. W. Joyce in The Origin and History of Irish Names of Places II (1875) vorschlägt, dass Luimneach „kahler oder unfruchtbarer Fleck Land“ bedeutet, deutet A Dictionary of the Irish Language (1906)  Limerick als luimnech: „umhüllt, ummantelt“, bzw. „abgeschirmt“ (lumman). In The Metrical Dindsenchas III (1868) wird der Name ebenso mit den Wörtern luimnigthe („gehüllt“) und luimnechda („abgeschirmt“) in Verbindung gebracht. Edmund Hogan geht in Onomasticon Goedelicum (1907) davon aus, der Name habe sich ursprünglich auf die Shannon-Mündung bezogen.

## Geschichte

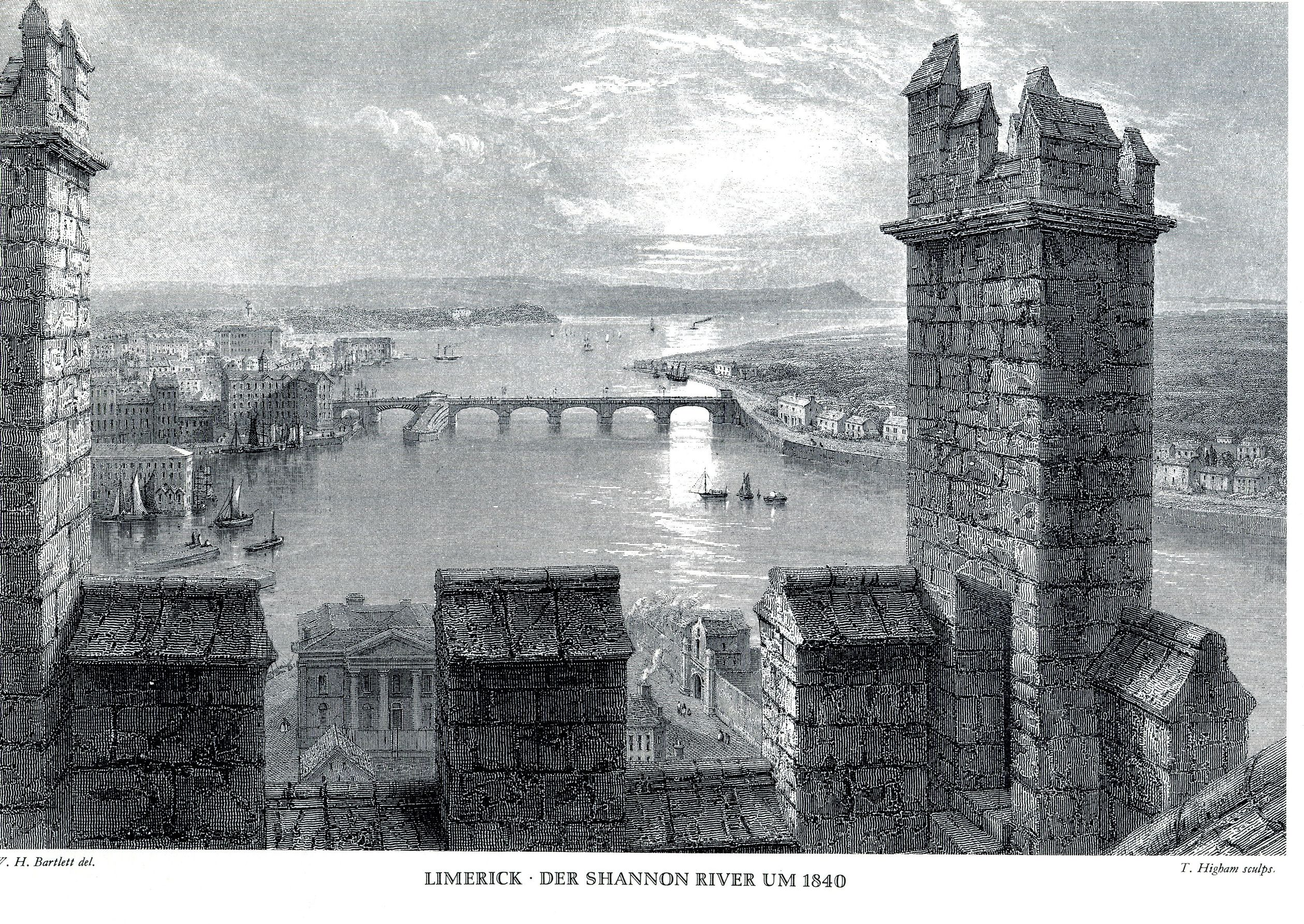
Limerick am Shannon – Stahlstich um 1840

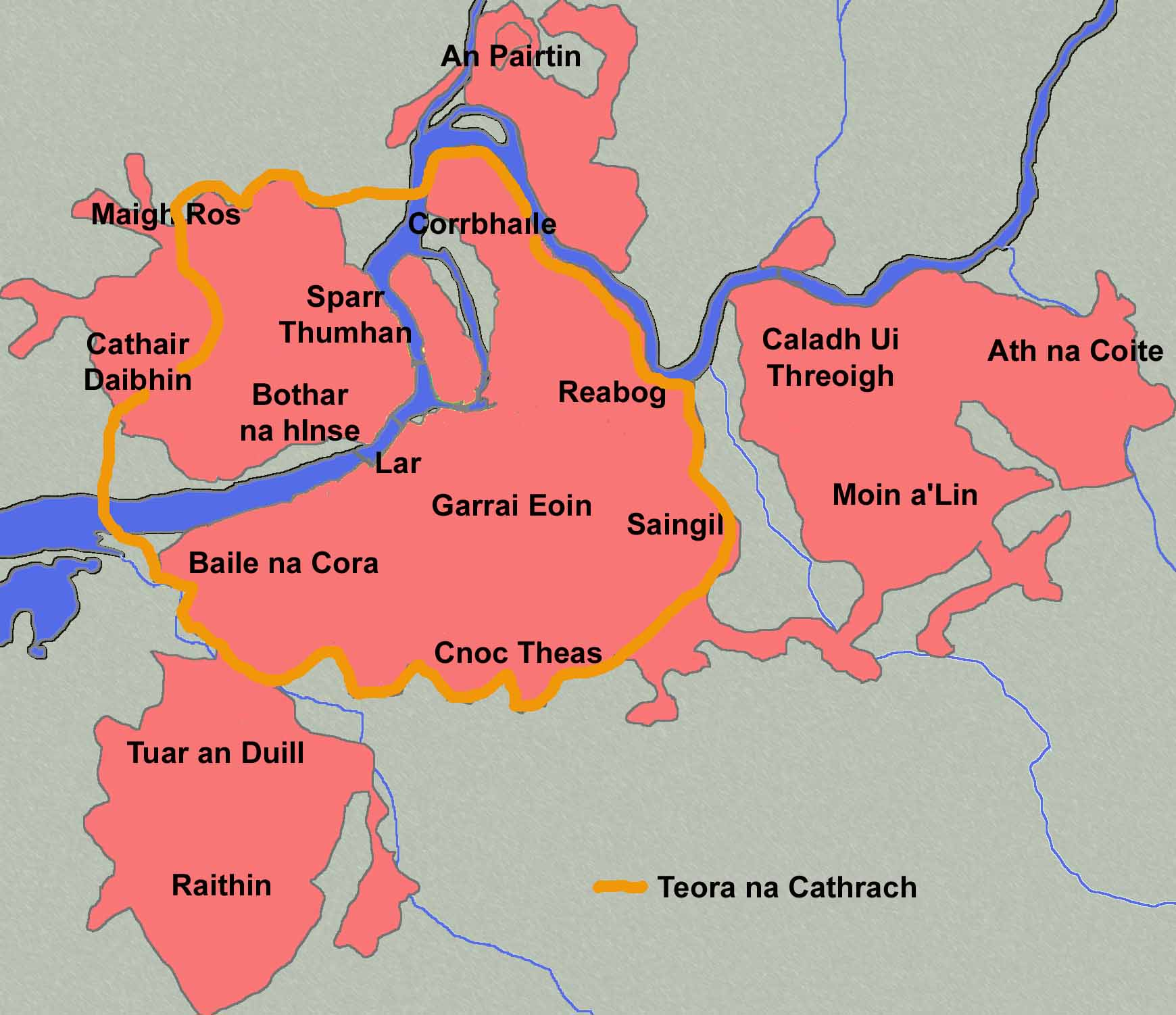
Stadtteile Limericks

### Vorgeschichte
Ablagerungen von Feuerstein, die im Flussbett des Shannon gefunden wurden, zeugen davon, dass in und um die heutige Stadt Limerick seit etwa 6.000 Jahren Menschen gelebt haben. Diese frühen Siedler betrieben Ackerbau und Viehzucht und errichteten megalithische Bauten, wie sie in der Gegend um Lough Gur zu sehen sind, einer der wichtigsten archäologischen Stätten Irlands.
Die früheste Erwähnung der Stadt  Limerick findet sich, im zweiten Jahrhundert, auf der Karte des Claudius Ptolemäus als Macolicum oder Regia, wobei die erstere wahrscheinlich der wichtigste Handelsplatz in ganz Munster war. Der heilige Munchin, der erste Bischof und heutige Schutzpatron von Limerick, soll im Jahr 652 gestorben sein, was darauf hindeutet, dass die Gegend schon vor der Ankunft der Wikinger von Bedeutung war. Munchin (irisch für kleiner Mönch) war der Überlieferung zufolge Sohn des irischen Hochkönigs Setna aus der Familie der Dál gCais, was ihn zum Vorfahren von Brian Boru aus der Dynastie O’Brien, der späteren Könige von Munster, macht. Nach einer Jugend im Kriegsdienst für seine Familie wurde er Mönch. Auf ihm vom König der Dál gCais zur Verfügung gestellten Land gründete er demnach die Kirche von Luimneach. Um diese Zeit war Limerick City als Inis Sibhtonn (Shannon Island) bekannt.

### Mittelalter
Die Inis Sibhtonn war seit 812 Ort einer Wikingersiedlung. Wikinger plünderten noch über ein Jahrhundert lang ähnliche Siedlungen entlang des Shannon, bevor sie sich dauerhaft niederließen, wodurch Inis Sibhtonn als Inis an Ghaill Duibh (Insel der dunklen Fremden) bekannt wurde.
Die dauerhafte Besiedlung durch die Wikinger begann im Jahr 922. Sie nannten ihre Stadt Hlymrekr, was möglicherweise von Luimneach kommt, aber auch „mächtiger Lärm“ auf Altnordisch bedeutet. Diese Zeit gilt als der Höhepunkt der nordischen Macht in Irland, und nur Limerick konnte zu dieser Zeit mit Dublin konkurrieren. Im Gegensatz zu Dublin und Waterford gibt es für die Wikingerstadt Limerick nur wenige archäologische Funde, und die meisten Hinweise stammen aus historischen Quellen.
Im Jahr 967 wurde der Wikingerkönig Jarl Ivar von Limerick von dem ersten irischen Hochkönig Brian Boru, dem König von Thomond, besiegt, der das nordische Limerick annektierte und es zur Hauptstadt seines neuen Königreichs Munster machte.
Obwohl ihre Herrschaft über Irland im Laufe der Zeit geschrumpft war, behielt die O’Brien-Dynastie bis 1168 die Herrschaft über Munster. Domnall Mór Ua Briain, war der letzte gälische König von Thomond und Limerick. Er gründete zahlreiche Klöster und Nonnenklöster und errichtete mehrere Monumente. Vor allem gründete er die Kathedrale St. Mary’s an der Stelle seines Palastes auf King’s Island, der wiederum an der Stelle der Wikingerburg, der westlichsten europäischen Festung der Wikinger, errichtet worden war. Seine Kathedrale ist das älteste Gebäude in Limerick, das noch heute genutzt wird, und in ihrer Apsis ist er begraben.
Die Normannen fielen 1173 ein und Domnall Mór Ua Briain brannte zunächst einen Teil der Stadt nieder, um sie vor ihnen zu schützen. Nach seinem Tod im Jahr 1195 eroberten die Normannen schließlich die Stadt unter der Führung von Prinz John. Im Jahr 1197 verlieh König Richard I. von England der Stadt ihre erste Satzung und ihren ersten Bürgermeister, Adam Sarvant, zehn Jahre vor London. Um 1200 wurde auf Befehl des Königs John King John’s Castle, Limericks bekanntester touristischer Attraktion, gebaut. Weiterhin wurde das Stadtbild des zerstörten Limericks durch normannische Architektur geprägt.
Während des Friedens, den die Normannenherrschaft brachte, blühte Limerick als Hafen und Handelszentrum auf. Die Stadt war unterteilt in die „englische Stadt“ auf der Königsinsel, die von hohen Mauern umgeben war, und die „irische Stadt“, in der die Iren und Dänen lebten, die sich im Süden ausgebreitet hatte und deren Mauern erst im Laufe der Jahrhunderte errichtet werden sollten. Obwohl ein Großteil der Hauptmauern im 18. Jahrhundert abgerissen wurde, um Limerick zu verbinden, sind Teile dieser Mauern noch erhalten und über die ganze Stadt verteilt.
Die Anglo-Normannen, die sich im 12. Jahrhundert in Irland niedergelassen hatten, hatten sich bis zu diesem Zeitpunkt stark gälisiert und waren „irischer als die Iren selbst“, doch die Rückeroberung durch die englischen Tudors im 16. Jahrhundert zementierte die englische Kontrolle in Limerick, wodurch es im Wesentlichen zu einem von der Herrschaft im Pale isolierten Stadtstaat wurde. Limerick blühte in dieser Zeit auf: In einem Dokument aus dem Jahr 1574, das für den spanischen Botschafter erstellt wurde, heißt es: „Limerick ist stärker und schöner als alle anderen Städte Irlands“, und Luke Gernon sagte 1620, die Stadt sehe aus „... wie die Colleges in Oxford, so prächtig, dass sie mich bei meinem ersten Besuch in Erstaunen versetzte“.

### Neuzeit

Karte von Limerick (um 1650)

Während der Bürgerkriege im 17. Jahrhundert spielte die Stadt eine wichtige Rolle. Belagert wurde sie 1642 durch die katholische Konföderation durch Oliver Cromwell im Jahre 1651 und in den 1690er Jahren zweimal durch die Williamiten, wonach die Auseinandersetzung mit dem Vertrag von Limerick beendet wurde. Limerick konnte sich durch seine privilegierte Lage und als Zentrum eines großen Umlands stets relativen Wohlstands erfreuen. Die Rolle als Hafenstadt konnte Limerick durch eine Reihe britischer Gesetze lange Zeit nicht voll nutzen. Die Vormachtstellung behielten englische Häfen wie etwa Liverpool. Irische Hafenstädte konnten ihren Standortfaktor nicht ausspielen, und der transatlantische Handel wurde nicht über Irland abgewickelt. Zudem erfolgte die Wirtschaftsentwicklung Irlands sehr langsam. Der größte Teil Irlands spezialisierte sich auf die Herstellung von landwirtschaftlichen Produkten. Die landesweite Hungersnot (Great Famine) verursachte ab 1845 den wirtschaftlichen Niedergang der Stadt, der erst ab den 1960er Jahren gebrochen werden konnte. Vom 15. April bis 27. April 1919 befand sich die Stadt während des sogenannten Limerick Soviet unter Selbstverwaltung.
Limerick ist unter anderem auch durch Drogenschmuggel in Europa bekannt geworden, welcher von zwei rivalisierenden Banden, dem Dundon- und dem Keane-Callopy-Clan, kontrolliert wird. Im November 2008 wurde der Rugbyspieler Shane Geoghagan dabei im Drogenkrieg getötet, als er zwischen die Fronten der verfeindeten Clans geriet.
Bei einer Überschwemmung wurden am 1. Februar 2014 größere Teile der Stadt überflutet, nachdem der Shannon im Stadtgebiet an mehreren Stellen über die Ufer getreten war.

## Politik

### Bürgermeister
Der Bürgermeister (Mayor) von Limerick wird jährlich im Juni vom Stadtrat (City Council) gewählt. Seit dem 30. Juni 2020 ist Michael Collins von der Fianna Fáil Stadtoberhaupt.

### City Council
Mit dem Local Government Reform Act 2014 wurden die bisherigen Limerick City Council und Limerick County Council zum Limerick City and County Council zusammengelegt.
- SF: 2
- GP: 1
- SD: 2
- LAB: 3
- FG: 13
- Unabh.: 6
- FF: 10
- II: 2
- Sonst.: 1

- SF: 11
- SD: 3
- LAB: 20
- GP: 3
- FG: 79
- Unabh.: 26
- PBP–S: 0
- FF: 59
- II: 2
- Sonst.: 7

### Wappen

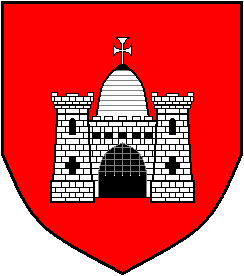
Wappen bis 2009

Blasonierung: „In Rot eine schwarz gefugte silberne Torburg mit einem spitzdomig überdachten und mit einem Tatzenkreuz besetzten, gezinnten Mittelteil, darin eine rundbogige schwarze Pforte mit halbgezogenem Fallgatter und fünf schwarzen quadratischen Öffnungen darüber, flankiert von zwei gezinnten konischen Rundtürmen mit je einem schwarzen Fenster über einer schwarzen Kreuzscharte, vorkragendem Sockel und Oberteil.“

Patoncekreuz

Seit 2009: „In Rot eine schwarz gefugte silberne Torburg mit einem spitzdomig überdachten und mit einem Patoncekreuz besetzten, gezinnten Mittelteil, darin eine rundbogige rote Pforte mit halbgezogenem Fallgatter und drei Kreuzscharten darüber, flankiert von zwei gezinnten Rundtürmen mit je einem schwarzen Rundbogenfenster, vorkragendem Sockel und Oberteil in perspektivischer Darstellung, kreisförmig umgeben mit dem lateinischen Wahlspruch ‚URBS ANTIQUA FUIT‘ oberhalb und ‚STUDIISQUE ASPERRIMA BELLI‘ unterhalb des Schildes, durch zwei quadratische Kreuze getrennt.“
Der Wahlspruch ist ein verkürztes Zitat aus Vergils Aeneis, Buch 1, Vers 12–14. Dort bezieht sich diese Formulierung auf die Stadt Karthago.

### Partnerstädte
Limerick unterhält Partnerschaften mit folgenden Städten und Gebietskörperschaften:
- Quimper in der Bretagne (Frankreich), seit 1980
- New Brunswick (New Jersey), USA, seit 1999
- Spokane, im Washington (Vereinigte Staaten), seit 1990
- Santa Clara (Kalifornien), USA, seit 2014
- Hohenlohekreis in Baden-Württemberg, Deutschland, seit 1990

Mit den Bürgern von Cloppenburg in Niedersachsen bestehen verschiedene freundschaftliche Kontakte und Austauschprogramme.

## Wirtschaft
Limerick gilt als das wirtschaftliche Herz der Midwest-Region, oft auch als Shannon-Region bezeichnet. Einige multinationale Firmen haben hier Produktionsstätten, so der Chiphersteller Analog Devices.
Der Computerhersteller Dell schloss 2009 sein Werk. Er verlegte es nach Łódź in Polen und entließ 1900 Mitarbeiter.
24 Kilometer von der Stadt entfernt liegt der Flughafen Shannon, einer der wichtigsten Flughäfen Irlands.

## Bildung
Neben Dublin und Cork ist Limerick eines der wichtigsten Zentren für höhere Bildung in Irland. Es beherbergt die University of Limerick mit etwa 11.000 Studenten. sowie das Limerick Institute of Technology mit etwa 3900 Studenten.
Die Universität von Limerick befindet sich ca. fünf Kilometer östlich vom Stadtzentrum im Vorort Castletroy. Sie wurde 1972 als das National Institute for Higher Education (Nationales Institut für höhere Bildung) errichtet. Im Jahre 1989 wurde dieses zur ersten Universität der Republik Irland ernannt. Die Universität hat große Bekanntheit in den Ingenieurwissenschaften, der Informatik, den Materialwissenschaften, den Sportwissenschaften, den Geisteswissenschaften, der Pädagogik, den Sozialwissenschaften sowie im Bereich Musikwissenschaften erreicht. Im Jahre 2007 wurde darüber hinaus der Fachbereich für Medizin eingeweiht. Der Fachbereich Musik (Irish World Music Centre) ist auf traditionelle Musik sowie traditionellen Tanz spezialisiert. Darüber hinaus beherbergt er das Irish Chamber Orchestra. Die Universität bietet darüber hinaus ein reichhaltiges Angebot an Freizeitbeschäftigungen sowie die dafür notwendigen Einrichtungen. So gibt es im Sportkomplex der Universität die erste durchgehende 50-Meter-Schwimmbahn in ganz Irland, was auch ein Grund dafür ist, dass das nationale Schwimmteam hier trainiert.

## Bauwerke
- King John’s Castle

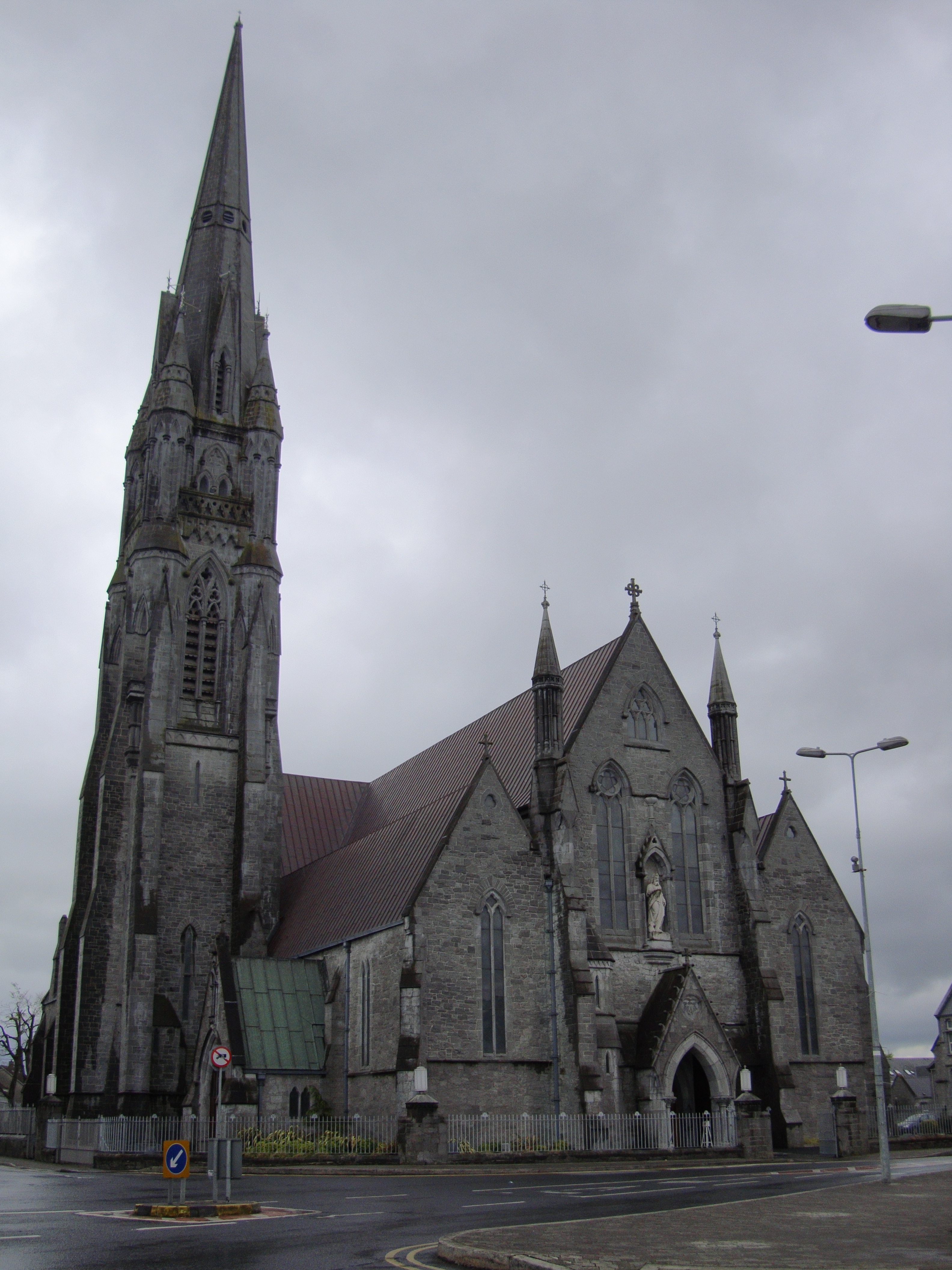
Römisch-katholische Kathedrale von Limerick

- St. Mary’s Cathedral der Kirche von Irland aus dem 12. Jahrhundert, mit einem romanischen Torweg und einem sehenswerten Chorgestühl aus dem 15. Jahrhundert[15]
- Cathedral St. John the Baptist aus dem 19. Jahrhundert, mit dem höchsten Kirchturm Irlands, Bischofskirche des römisch-katholischen Bistums Limerick
- Limerick City Gallery of Art, Kunstmuseum

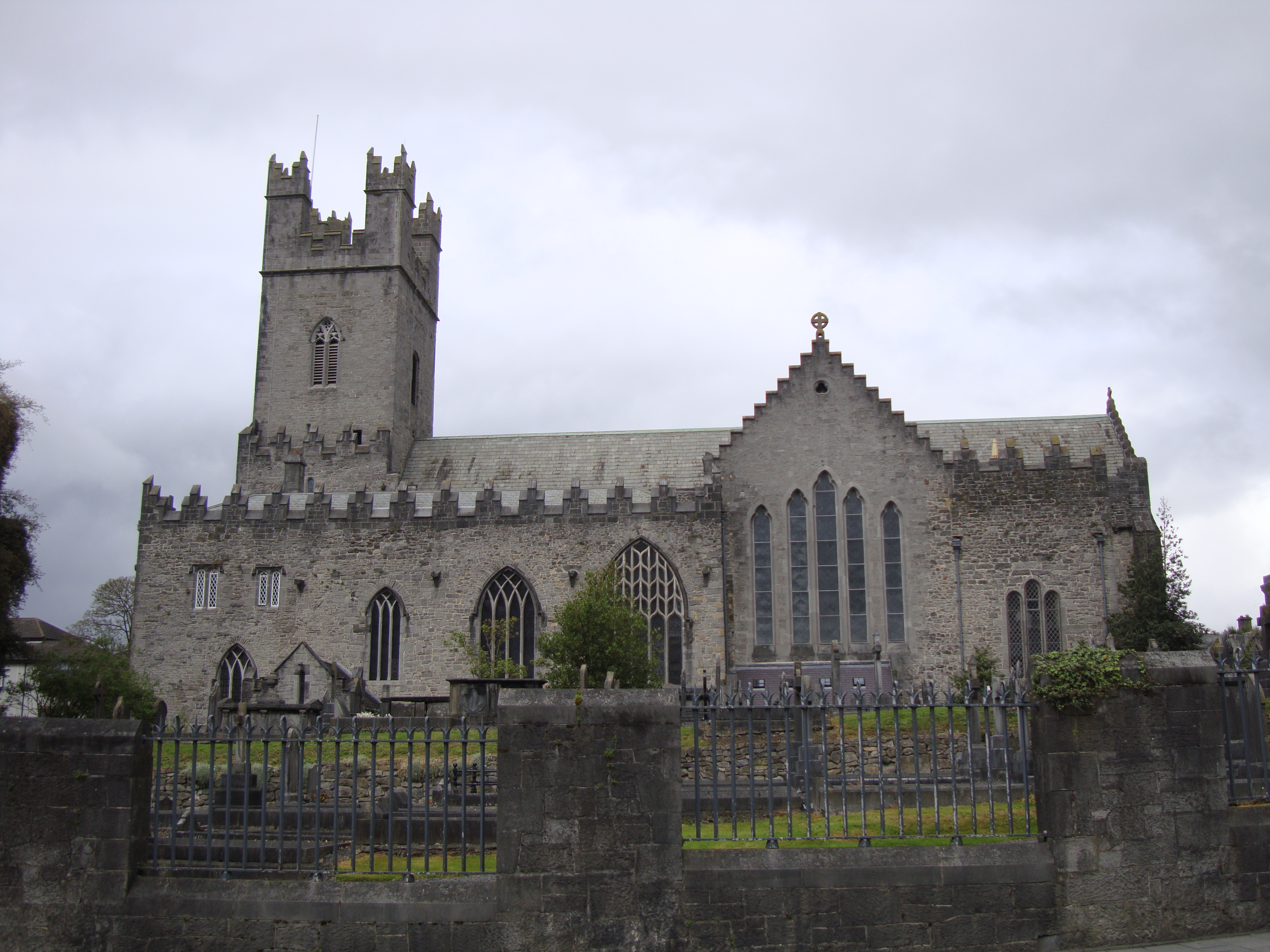
St Mary’s Cathedral in Limerick
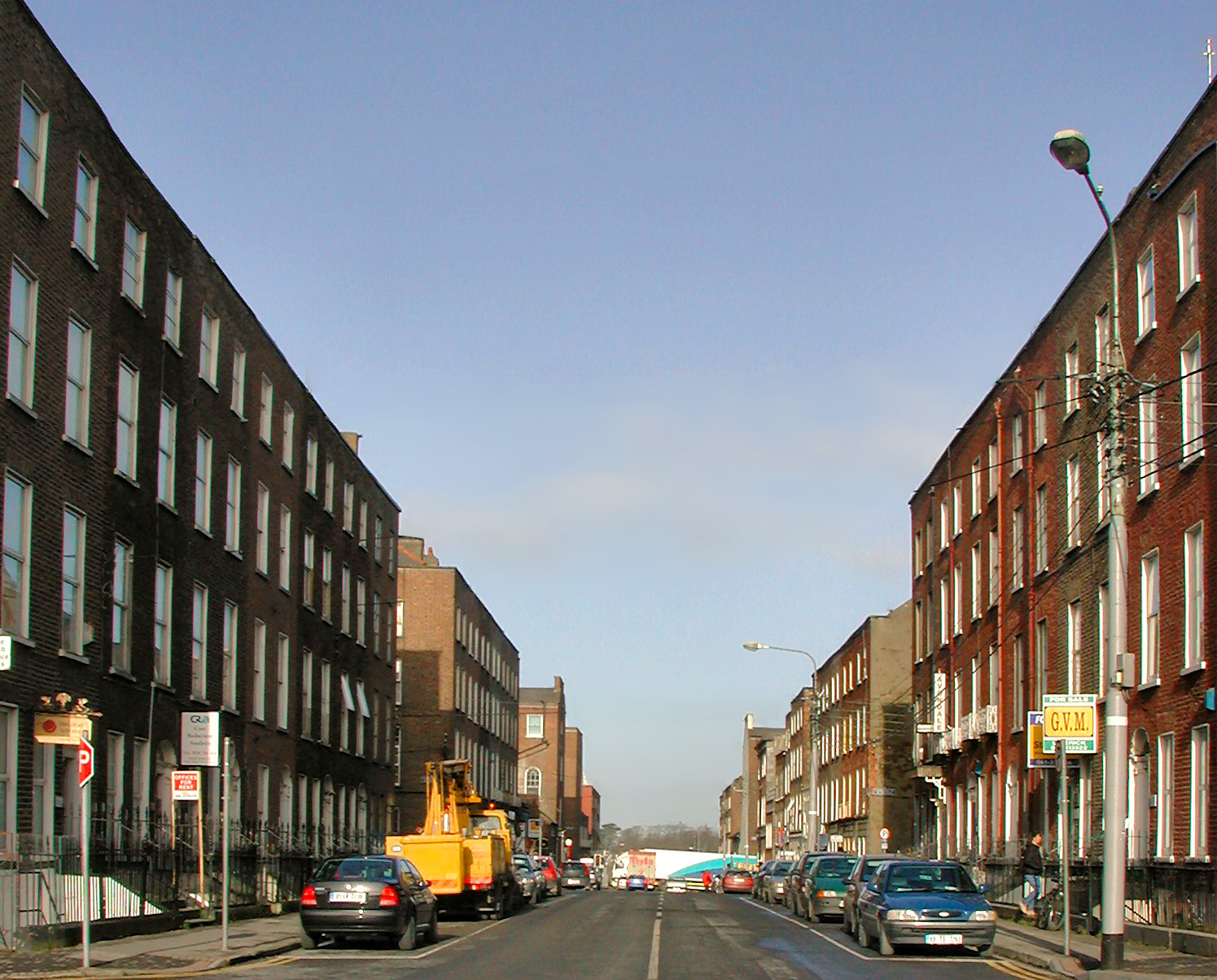
Mallowstreet, Limerick
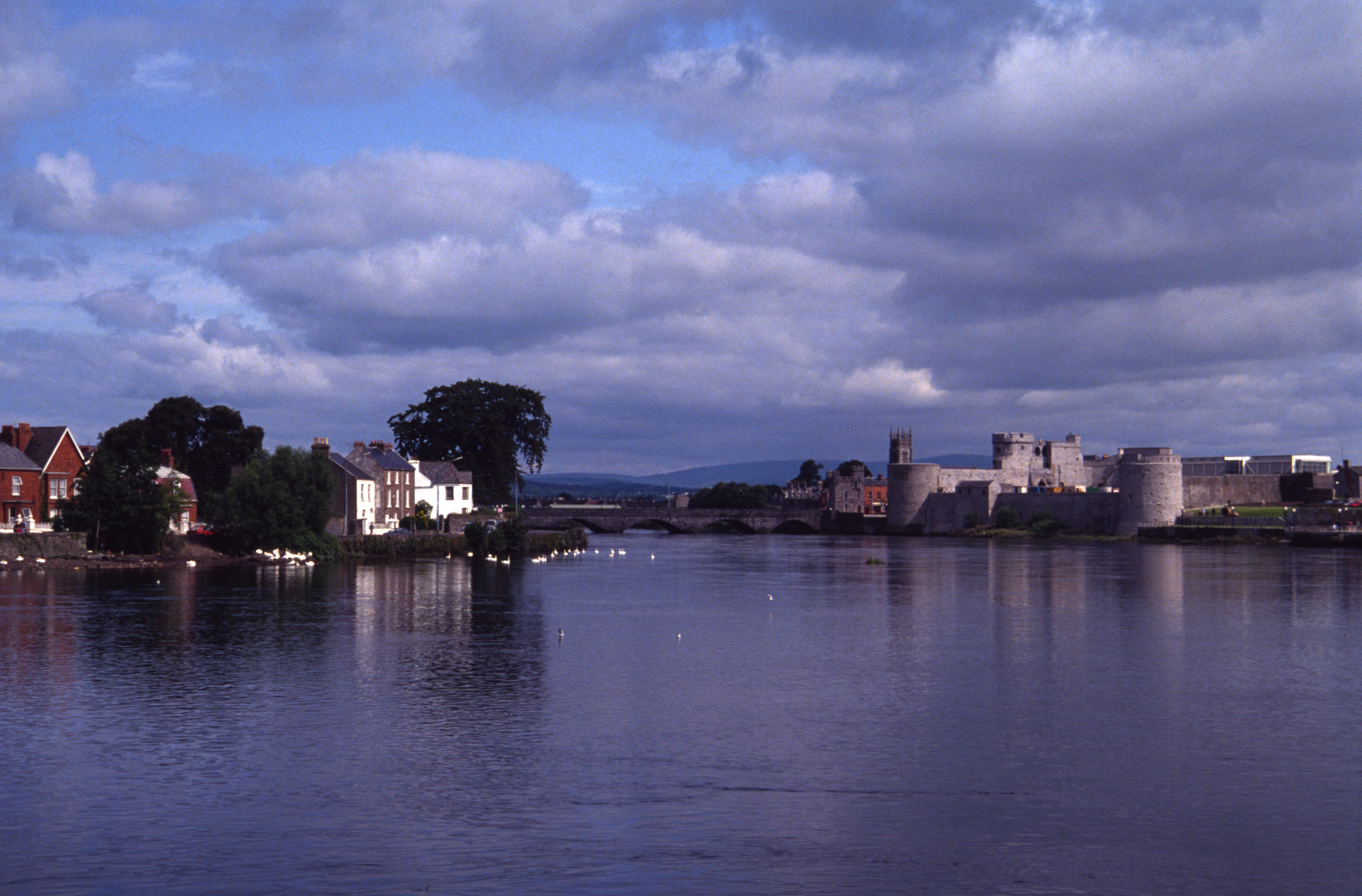
Der Shannon mit King John’s Castle

## Sport
Limericks professionelle Rugbymannschaft, die Munster Rugby, bestreiten im Thomond Park ihre Heimspiele während der Pro14. Limerick war unter anderem einer der Austragungsorte bei der Rugby-Union-Weltmeisterschaft 1999.

## Limerick in Medien
Limerick spielt in dem autobiographischen Roman Die Asche meiner Mutter von Frank McCourt und seiner gleichnamigen Verfilmung eine bedeutende Rolle. Das 2011 eröffnete Frank McCourt Museum befindet sich in McCourts früherer Schule in der Harstonge Street und enthält viele Artefakte aus dem Buch sowie die Asche Frank McCourts. Vor allem in Limerick wurde Kritik laut, McCourt habe in seinen Erinnerungen die Stadt und die damalige Zeit unzutreffend und beleidigend beschrieben.
Im September 2021 erschien ein Porträt über die sozialen Umstände im Stadtteil St. Mary’s Park.

## Persönlichkeiten

### Söhne und Töchter der Stadt
- Richard Creagh (1523–1586), römisch-katholischer Erzbischof von Armagh
- Peter Graf von Lacy (1678–1751), russischer Feldmarschall aus einem alten irischen Adelsgeschlecht
- Georg Reichsgraf von Browne (1698–1792), russischer Feldmarschall
- Peter Woulfe (1727–1803), Chemiker und Mineraloge
- Edmund von Harold (1737–1808), irisch-deutscher Schriftsteller
- Catherine Hayes (1818–1861), Opernsängerin
- William O’Carroll (1826–1880), Geistlicher
- Michael Joseph O’Farrell (1832–1894), Bischof von Trenton
- Frank Frankfort Moore (1855–1931), Journalist und Schriftsteller
- John Jellico (1856–1925), britischer Regattasegler
- Mary Jane Kelly (1863–1888), das fünfte Opfer des Serienmörders Jack the Ripper
- Joseph O’Mara (1864–1927), Operntenor, dem 1908 die Freedom of the City verliehen wurde
- Daniel Bourke (1886–1952), Politiker
- Donnchadh Ó Briain (1897–1981), Politiker
- Kate O’Brien (1897–1974), Schriftstellerin
- Stephen Coughlan (1910–1994), Politiker
- Ted Russell (1912–2004), Politiker
- Donal Joseph Murray (1918–1999), römisch-katholischer Ordensgeistlicher, Bischof von Makurdi
- Elizabeth Anscombe (1919–2001), britische Philosophin und Theologin
- Donogh O’Malley (1921–1968), Politiker der Fianna Fáil
- Richard Harris (1930–2002), Schauspieler, Sänger und Songschreiber
- Michael Lipper (1931–1987), Politiker
- Jim Kemmy (1936–1997), Politiker
- Donal Carey (* 1937), Politiker
- Terry Wogan (1938–2016), Hörfunk- und Fernsehmoderator der BBC
- Desmond O’Malley (1939–2021), Politiker
- Pádraig MacKernan (1940–2010), Diplomat
- Michael D. Higgins (* 1941), Dichter, Politologe, Politiker (Irish Labour Party) und amtierender Staatspräsident
- John L. Murray (1943–2023), hoher Richter
- Patrick O’Malley (1943–2021), Politiker
- Tim O’Malley (* 1944), Politiker
- Pat Cooksey (* 1945), Singer-Songwriter
- Don Givens (* 1949), Fußballspieler und -trainer
- Neil Cusack (* 1951), Langstreckenläufer
- Michael Harty (* 1955), Arzt und Politiker
- John Barrett (1957–2023), irisch-US-amerikanischer Friseur
- Jon Kenny (1957–2024), Komiker, Schauspieler, Drehbuchautor und Synchronsprecher
- Frank O’Mara (* 1960), Langstreckenläufer
- John Cregan (* 1961), Politiker
- Marian Keyes (* 1963), Schriftstellerin
- Kieran O’Donnell (* 1963), Politiker
- Peter Power (* 1966), Politiker
- Kevin Barry (* 1969), Schriftsteller
- Shane McMahon (* 1970), Koch
- Richard David James (* 1971), britischer Electronica-Musiker, bekannt unter dem Pseudonym „Aphex Twin“
- Niall Collins (* 1973), Politiker
- Michael McNamara (* 1974), Politiker und Rechtsanwalt
- Steve Finnan (* 1976), Fußballnationalspieler
- David Wallace (* 1976), Rugby-Union-Nationalspieler
- Paul Lynch (* 1977), Schriftsteller und Filmkritiker
- Brian Leddin (* 1979 oder 1980), Politiker
- Paul O’Connell (* 1979), Rugby-Union-Nationalspieler
- Neasa Hourigan (* 1980), Politikerin
- Cathal Crowe (* 1982), Politiker
- Eoin Hayes (* 1987), Politiker
- Conor Murray (* 1989), Rugby-Union-Spieler
- Sam Barry (* 1992), Tennisspieler
- Keith Hanley (* 1993), Popsänger
- Conor Sheehan (* 1993), Politiker
- Claire O’Riordan (* 1994), Fußballspielerin
- Ciara Neville (* 1999), Sprinterin

### Mit Limerick verbunden
- Brian Boru (um 940–1014), irischer Hochkönig
- Patrick Sarsfield, 1. Earl of Lucan (um 1650–1693), Jakobit und Soldat
- Frank McCourt (1930–2009), Schriftsteller
- Pat Cox (* 1952), Präsident des Europaparlaments 2002–2004
- Nuala Ní Dhomhnaill (* 1952), Dichterin
- Dolores O’Riordan (1971–2018), Sängerin und Frontfrau der Rockgruppe The Cranberries